# Akechi Mitsutsuna
Akechi Mitsutsuna (明智 光綱)?; 1497 – 1535) è stato un samurai giapponese del periodo Sengoku, servitore del clan Toki.

## Biografia
Conosciuto anche come Akechi Mitsukuni (明智 光国)?), Mitsutsuna fu anziano servitore del clan Toki e figlio di Akechi Mitsutsugu (1468-1538).
Governava dal castello di Akechi nel sud-est della provincia di Mino. Fu il padre di Akechi Mitsuhide.